# 格列布·霍尔
格列布·雅科夫列维奇·霍尔（羅馬化：Gleb Yakovlevich Khor；1963年4月8日—）俄罗斯政治人物，第四、五、六、七、八届国家杜马代表。
1982年至1993年，他在煤炭开采行业工作。后来，他在多家投资公司继续其职业生涯，包括Heopolis、Pharaon、Intrastkom。2003年，他当选为萨拉托夫州选区第四届国家杜马代表。霍尔分别于2007年、2011年、2016年和2021年连任第五届、第六届、第七届和第八届国家杜马。

## 荣誉
- 友谊勋章
- 俄罗斯联邦总统荣誉证书（英语：Russian Federation Presidential Certificate of Honour）